# Tetbury
Tetbury est une petite ville et une paroisse civile anglaise située dans le district de Cotswold et le comté du Gloucestershire. Elle repose sur le site d'un ancien fort, au-dessus duquel un monastère anglo-saxon fut fondé en 681, probablement par Ina de Wessex. La population de la paroisse est de 5 250 habitants en 2001.
Au Moyen Âge, Tetbury est un centre important d'échange de laine et de fil des Cotswold. C'est à cette époque que fut fondée la course annuelle toujours en vigueur actuellement, nommée Tetbury Woolsack Races pendant laquelle les participants portent un sac de 60 livres de laine au sommet d'une colline.

## Personnalités
Mark Phillips (1948-), champion olympique d'équitation, époux de la princesse Anne, est né à Tetbury.